# Casa Smith
La Casa Smith (più frequentemente nominata Smith House, anche in ambito italiano) è una residenza nel comune di Darien (Connecticut). Fu il primo lavoro realizzato dall'architetto Richard Meier, tra il 1965 e il 1967. 

## Struttura
L'edificio, posto su tre piani, i cui superiori sono soppalcati, si fonda sul principio di base del rapporto con l'ambiente circostante, in questo caso il mare, essendo la casa posta proprio in riva, vicino a un piccolo approdo. Il fronte è completamente svuotato attraverso grandi vetrate a tutta altezza, mentre il retro è chiuso e presenta poche e piccole aperture. Il fronte, fra l'altro, è rivolto verso il mare ed è concepito per essere il luogo di ritrovo pubblico della casa, con il soggiorno a pianterreno, la sala da pranzo al primo piano e una sala giochi per i bambini sul soppalco del secondo piano. La parte posteriore dell'edificio ospita invece tutte le stanze di carattere privato, quali le camere da letto, i bagni e lo studio. In fatto di vista esterna, l'edificio è notevolmente variegato, con una continua alternanza di chiari-scuri, vetri, muri ed elementi di spicco come la scala esterna, arrotondata, e il camino emergente. Sul retro, una lunga passerella porta all'ingresso principale, posto al primo piano e non al pianterreno, che risulta, su questo prospetto, parzialmente interrato a causa del terreno molto movimentato. La passerella conduce quindi a un garage raggiungibile da una strada privata che si distacca dalla principale, posta più a nord.
Il progetto utilizza esclusivamente il legno e l'acciaio, quest'ultimo riservato ai soli quattro pilastri portanti in facciata. L'unico elemento in muratura è il camino, anch'esso posto sul prospetto frontale.
Negli anni successivi la villa è stata ampliata verso nord-est, inglobando nella struttura il ripostiglio-magazzino esterno elevandolo fino alla copertura e modificando alcuni particolari architettonici.